# Noćaje
Noćaje (Servisch cyrillisch Ноћаје) is een plaats in de Servische gemeente Tutin. De plaats telt 77 inwoners (2002).